# Ибрагимов, Грант Евгеньевич
Грант Евгеньевич Ибрагимов (род. 6 апреля 1951) — советский и российский цирковой артист, акробат, дрессировщик медведей, народный артист России (1992).

## Биография
Родился 6 апреля 1951 года. Занимался борьбой и из спорта в 1969 году пришёл в цирк. 
Поступил в цирковую студию при Казанском цирке. Вошёл в состав Татарского коллектива п/р Хисамутдиновой, созданного на базе Казанского цирка. Становится ассистентом у Анатолия Уваева, репетирующего номер с медведями.
В 1970 году закончил цирковую студию и стал артистом «Союзгосцирка». Был акробатом в номере «Плечевые акробаты» (п/р Валентина Деева). В 1974 году женился на однокурстнице Раисе Щербиной, с которой они получили разрешение на создание номера с медведями для Татарского коллектива.
В 1975 году они выпустили номер с медведями «Оперетта в цирке». В номере были использованы сценки из популярных оперетт Штрауса, Кальмана, Легара. В 1978 году гастролировали в Москве, в цирке на Цветном бульваре в программе «Начало пути» (режиссёр М. С. Местечкин).
В 1986 году создали уникальный трюк, никем прежде не исполняемый: медведь, ростом в 2,4 м несёт по манежу на лапах артистку – Раису Ибрагимову. 
В 1989 году окончил ГИТИС (диплом по теме «Хозрасчет в Союзгосцирке»).
В 1992 году создали номер «Косолапые грации».
С 1997 года работал директором Омского цирка. Одновременно продолжал работать с номером «Косолапые грации».

### Семья
- Жена — цирковая артистка Раиса Николаевна Ибрагимова (урожд. Щербина; 1951—2012), народная артистка России.

## Награды и премии
- Лауреат Международного фестиваля на Кубе «Гавана 81» и специальный Приз популярности у зрителей (1981)
- Дипломант Московского фестиваля молодежи и студентов (1985)
- Заслуженный артист РСФСР (11.10.1986)[1]
- Народный артист России (08.12.1992) - за большие заслуги в области циркового искусства[2]
- Лауреат Национальной премии «ЦИРКЪ» (17.09.2004)